# Julio Ródenas
Julio Ródenas (Las Palmas de Gran Canaria, 1984) es un periodista y locutor de radio español. Actualmente dirige Turbo 3 y El típico programa en Radio 3 de RTVE.

## Biografía
Nació en Las Palmas de Gran Canaria en 1984, donde sus padres trabajaban como profesores, y cuando tenía cuatro años su familia se trasladó a Murcia. Es licenciado en periodismo por la Universidad Católica San Antonio de Murcia.
En 2007 se matriculó en el Máster de Radio del Instituto RTVE y empezó a trabajar en la redacción de Radio 3, primero en el programa Tresfusión de Santiago Alcanda. De ahí pasó a otros espacios como Hoy empieza todo con Ángel Carmona y Capitán Demo, del que llegó a ser copresentador. También ha sido locutor en diversos festivales de música, así como redactor en el programa de televisión Cachitos de hierro y cromo.
Desde 2013 presenta el programa Turbo 3, especializado en novedades de rock contemporáneo y alternativo. En 2021 asumió también la copresentación de El típico programa junto con Virginia Díaz.